# Xã Dafter, Michigan
Xã Dafter (tiếng Anh: Dafter Township) là một xã thuộc quận Chippewa, tiểu bang Michigan, Hoa Kỳ. Năm 2010, dân số của xã này là 1.263 người.